# Tawangsari (Losari)
Tawangsari is een bestuurslaag in het regentschap Cirebon van de provincie West-Java, Indonesië. Tawangsari telt 5675 inwoners (volkstelling 2010).